# Kaggalur, Nanjangud
Kaggalur là một làng thuộc tehsil Nanjangud, huyện Mysore, bang Karnataka, Ấn Độ.